# لو رايموند
لو رايموند (بالإنجليزية: Lou Raymond)‏ هو لاعب كرة قاعدة أمريكي، ولد في 11 ديسمبر 1894 في بوفالو في الولايات المتحدة، وتوفي في 2 مايو 1979 في روتشستر في الولايات المتحدة.

## وصلات خارجية
- لو رايموند على موقعبيزبول رفرنس.كوم (الدوري الرئيسي) (الإنجليزية)
- لو رايموند على موقعبيزبول رفرنس.كوم (الدوري الثانوي) (الإنجليزية)